# Händelfestspielorchester Halle
Das Händelfestspielorchester Halle ist ein 1993 gegründetes Spezialensemble für Alte Musik aus Halle (Saale), das auf historischen Instrumenten spielt und Barock- und Händelpflege betreibt. Die Musiker gehören dem modern besetzten Konzert- und Opernorchester Staatskapelle Halle an.

## Geschichte
Mit der zunehmenden überregionalen Bedeutung der hallischen Händel-Festspiele in den 1950er Jahren kam es 1957/67 zur Umbenennung des Theaterorchesters in Händelfestspielorchester (später Orchester des Opernhauses Halle). 1959 gründete sich aus dem Orchester das collegium instrumentale halle heraus, das ab den 1970er Jahren unter der Leitung des ersten Konzertmeisters Manfred Otte stand.
Im Jahr 1993 entstand das Spezialensemble für Alte Musik, Händelfestspielorchester, das seinen Grundstock beim Halleschen Consort bezog. Es spielte auf originalen und nachgebauten historischen Instrumenten. Das Profil des Orchesters wurde durch den ständigen englischen Gastdirigenten Howard Arman herausgebildet. Von 2007 bis 2019 war Bernhard Forck künstlerischer Leiter des Klangkörpers.
Das Orchester wirkt jährlich bei Operninszenierungen mit und gibt das festlich Eröffnungskonzert der Händel-Festspiele. Es wurden Opern von Georg Friedrich Händel, Christoph Willibald Gluck, Claudio Monteverdi und Georg Philipp Telemann gestaltet. Mit seinen eigenen Abonnementreihen Händel zu Hause und Händels Schätze – Musik im Dialog bespielt das Händelfestspielorchester regelmäßig die Aula im Löwengebäude der Martin-Luther-Universität Halle-Wittenberg und die Stiftung Händel-Haus mit. Außerdem besteht eine enge Kooperation zum Stadtsingechor zu Halle. Gastspiele gab das Ensemble u. a. in Berlin, Dresden, Göttingen, Hamburg, Karlsruhe, Köln, Magdeburg und Leipzig. So trat es u. a. bei den Magdeburger Telemann-Festtagen, den Internationalen Händel-Festspielen Göttingen und dem Bachfest Leipzig in Erscheinung. Des Weiteren war es in Belgien, Frankreich, Italien, Österreich, Spanien und Südkorea zu Gast. Das Händelfestspielorchester arbeitete mit internationalen Musikern wie Sergio Azzolini, Fabio Biondi, Marcus Creed, Paul Goodwin, Mayumi Hirasaki, Wolfgang Katschner, Nicholas McGegan, Paul McCreesh, Petra Müllejans, Enrico Onofri, Cornelia Osterwald, Michael Schneider und Andreas Spering zusammen. Es kam unter den Dirigenten Howard Arman, Clemens Flämig, Michael Hofstetter, Anton Steck und David Timm zu mehreren CD- und DVD-Produktionen mit Werken Johann Sebastian Bachs, Georg Friedrich Händels, Christoph Schaffraths und Pietro Castruccis. Solisten waren u. a. Nikolay Borchev, Christoph Genz, Axel Köhler, Myrsini Margariti und Samuel Mariño.
1997 wurde das Orchester für das Musizieren auf historischen Instrumenten mit dem Händel-Förderpreis der Stadt Halle ausgezeichnet.